# حرف زدن مرد مرده
حرف زدن مرد مرده (انگلیسی: Dead Man Talking) یک فیلم کمدی-درام بلژیکی به کارگردانی پاتریک ریدره‌مون است که در سال ۲۰۱۲ منتشر شد. این فیلم نخستین بار در جشنواره بین‌المللی فیلم فرانکوفون نامور به نمایش درآمد و در همان سال نامرد دریافت ۸ جایزه ماگریت شد.

## بازیگران
- فرانسوا برلئان
- ویرژینی افیرا
- پاتریک ریدره‌مون
- پائولین بورله
- کریستین مرین